# Уинсор (Флорида, округ Индиан-Ривер)
Уинсор (англ. Windsor); ранее — Норт-Бич (англ. North Beach) — статистически обособленная местность, расположенная в округе Индиан-Ривер (штат Флорида, США) с населением в 243 человека по статистическим данным переписи 2000 года.

## География
По данным Бюро переписи населения США статистически обособленная местность Уинсор имеет общую площадь в 26,68 квадратных километров, из которых 8,03 кв. километров занимает земля и 18,65 кв. километров — вода. Площадь водных ресурсов округа составляет 69,9 % от всей его площади.
Статистически обособленная местность Уинсор расположена на высоте 2 м над уровнем моря.

## Демография
По данным переписи населения 2000 года в Уинсоре проживало 243 человека, 86 семей, насчитывалось 93 домашних хозяйств и 199 жилых домов. Средняя плотность населения составляла около 9,11 человека на один квадратный километр. Расовый состав населённого пункта распределился следующим образом: 98,35 % белых, 0,41 % — чёрных или афроамериканцев, 1,23 % — представителей смешанных рас, Испаноговорящие составили 2,06 % от всех жителей статистически обособленной местности.
Из 93 домашних хозяйств в 32,3 % воспитывали детей в возрасте до 18 лет, 84,9 % представляли собой совместно проживающие супружеские пары, в 7,5 % семей женщины проживали без мужей, 6,5 % не имели семей. 6,5 % от общего числа семей на момент переписи жили самостоятельно, при этом 2,2 % составили одинокие пожилые люди в возрасте 65 лет и старше. Средний размер домашнего хозяйства составил 2,61 человек, а средний размер семьи — 2,66 человек.
Население статистически обособленной местности по возрастному диапазону по данным переписи 2000 года распределилось следующим образом: 23,0 % — жители младше 18 лет, 1,2 % — между 18 и 24 годами, 16,9 % — от 25 до 44 лет, 38,7 % — от 45 до 64 лет и 20,2 % — в возрасте 65 лет и старше. Средний возраст жителей составил 50 лет. На каждые 100 женщин в Уинсоре приходилось 104,2 мужчин, при этом на каждые сто женщин 18 лет и старше приходилось 94,8 мужчин также старше 18 лет.
Средний доход на одно домашнее хозяйство статистически обособленной местности составил 70 417 долларов США, а средний доход на одну семью — 70 417 долларов. При этом мужчины имели средний доход в 43 750 долларов США в год против 0 долларов среднегодового дохода у женщин. Доход на душу населения статистически обособленной местности составил 70 417 долларов в год. Все семьи имели доход, превышающий уровень бедности.